# Cristo apocalittico
Il Cristo apocalittico è un affresco (circa 350x300 cm) di Cimabue e aiuti, databile attorno al 1277-1283 circa e conservato nel transetto sinistro della basilica superiore di San Francesco di Assisi. 

## Storia
La datazione degli affreschi di Cimabue è piuttosto discorde, sebbene negli studi più recenti si sia assestata a un periodo tra il 1277, anno dell'elezione al soglio pontificio di Niccolò III e il 1283 circa. 
Gli affreschi di Cimabue sono in generale in condizioni mediocri o pessime. La zona del transetto sinistro è decorata dalle Storie apocalittiche, un soggetto piuttosto raro, che è confrontabile, per l'arte italiana pregiottesca, solo con gli affreschi dell'abbazia di San Pietro al Monte a Civate, con le scene della cappella Velluti in Santa Croce e col Giudizio universale dei mosaici del battistero di Firenze o di Santa Maria in Trastevere.

## Descrizione e stile
La scena mostra una delle visioni di san Giovanni riportate nell'Apocalisse (VIII, 1-5). L'apertura del settimo sigillo porta il silenzio sulla terra e i sette angeli di Dio danno fiato alle trombe che risvegliano i morti dai sepolcri. Al centro Cristo nella mandorla di luce sta calandosi ed è caratterizzato da panneggi ottenuti con contrasti di luce marcati, dai contorni taglienti ma corposi nella resa volumetrica.
Ha gli angeli che soffiano gli strumenti, con le guance gonfie, attorno a sé, quattro a sinistra e tre a destra. Sotto di lui sta una specie di altare (ormai poco leggibile), con sopra i simboli della Passione, come la lancia e la canna, e a cui sta vicino un angelo che scuote il turibolo dei profumi, come riporta il testo evangelico. 
In basso si accalca, da destra e da sinistra, la folla degli eletti (VII, 9), tra cui si riconoscono vari francescani in primo piano, che pregano in ginocchio. Quello a sinistra è probabilmente san Francesco, quello a destra san Bonaventura (riferibili nella stesura a un aiuto): essi sono forse da intendersi come i protagonisti della "settima era" di cui parla Gioacchino da Fiore.

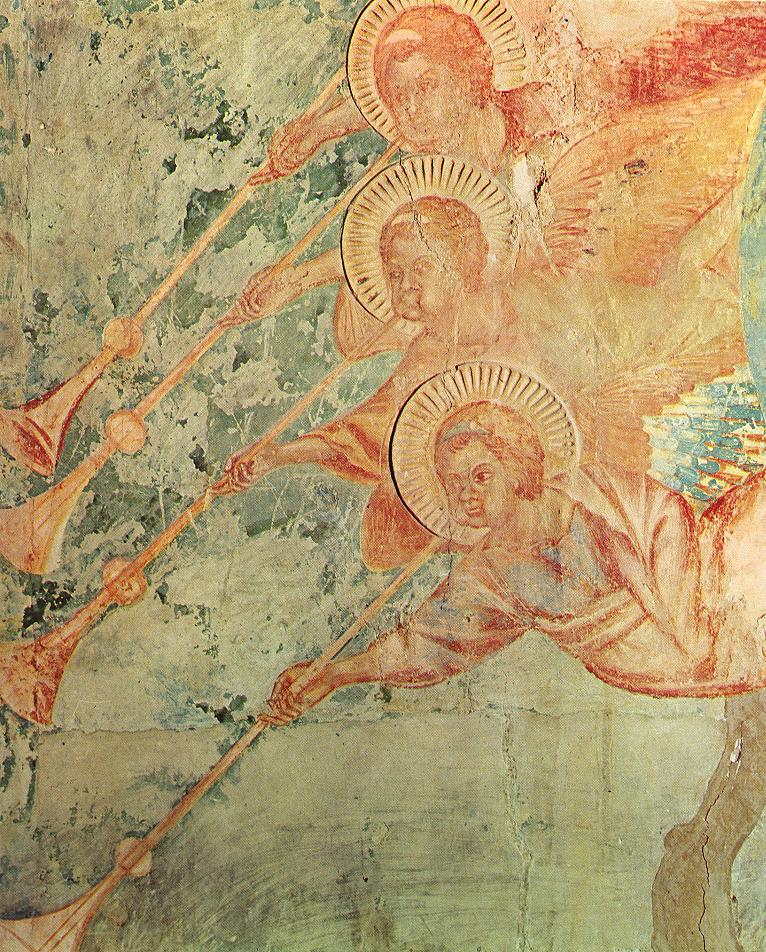
Dettaglio
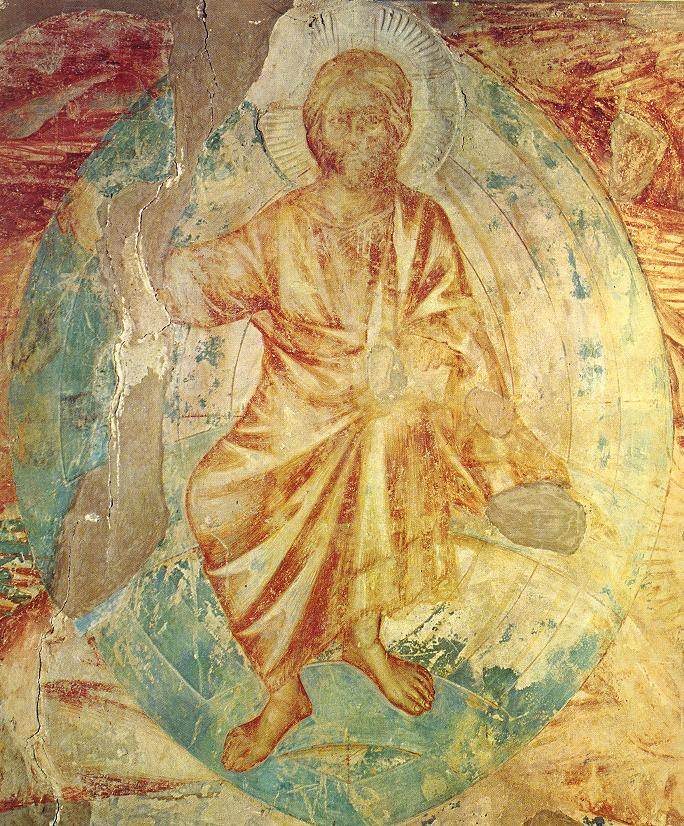
Dettaglio